# Bacowa Przełączka
Bacowa Przełączka(495 m n.p.m.) – przełęcz w Paśmie Pewelskim pomiędzy szczytami Łopuszniaka (538 m) i Chrząszczowej Góry (560 m). W regionalizacji fizycznogeograficznej Polski według Jerzego Kondrackiego pasmo to zaliczane jest do Beskidu Makowskiego, w nowszej regionalizacji z 2018 roku do Pasm Pewelsko-Krzeszowskich.
Przełęcz znajduje się w granicach wsi Kuków w województwie małopolskim, w powiecie suskim, w gminie Stryszawa. Obydwa stoki przełęczy to duże łąki, rejon przełęczy również był pokryty łąkami, obecnie zarastającymi lasem. Przez przełęcz nie przebiega żaden znakowany szlak turystyczny, jedynie lokalna droga, łącząca Lachowice z Kukowem. Dawniej prowadził nią żółty szlak turystyczny, wyznakowany przez Władysława Midowicza, ale zlikwidowano go w latach 70. XX wieku.
Pod lasem na Bacowej Przełączce stoi wykonana z piaskowca słupkowa kapliczka z latarnią i posążkiem Chrystusa Frasobliwego. Prawdopodobnie kapliczka pochodzi z 1765 roku, chociaż na jej postumencie jest data 1583. Fundatorem kapliczki był Marcin Baca i stąd pochodzi nazwa przełęczy. Miejscowa ludność nazywa to miejsce Bożymęką.